# プロイセン

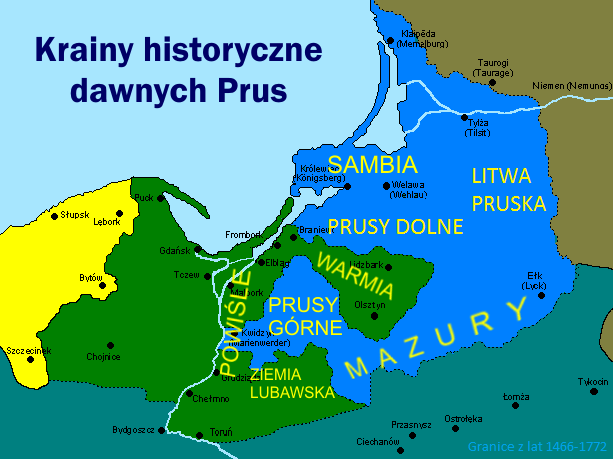
歴史的なプロイセン（緑色、または青色）の地図（ポーランド語）

プロイセン（ドイツ語: Preußen、ポーランド語: Prusy、リトアニア語: Prūsija、プロシア語: Prūsa）は、現在のポーランド北部からカリーニングラード州（ロシアの飛び地）・リトアニアにかけての地域。歴史的には、北にグダニスク湾からクルシュー砂州にかけてのバルト海、そしてヴィスワ川流域西方からネマン川の間にある内陸のマズールィ（Mazury）にかけての地域である。プロシア（普魯西）は、英語名（Prussia）に基づく名称である。
プロイセン公国とブランデンブルク辺境伯を起源とし、ドイツ統一（ドイツ帝国）の中核となったプロイセン王国（ドイツ語: Königreich Preußen、ポーランド語: Królestwo Prus）の国名は、この地域の名称に由来している。

## 領域・由来

ドイツ帝国時代（1871年 - 1918年）の東プロイセン（赤）の範囲。象牙色はプロイセン王国の範囲

ドイツ帝国時代（1871年 - 1918年）の西プロイセン（赤）の範囲。象牙色はプロイセン王国の範囲

プロイセン地方の領域は西側はポメラニア（ポーランド名：ポモージェ、ドイツ名：ポンメルン）でドイツに接し、東はネマン川（ドイツ名メーメル川）を境にポーランドとリトアニアに隣接、ヴィスワ川（ドイツ名ヴァイクセル川）で東プロイセンと西プロイセンに分けられる。東プロイセンの中央には東西にプレゴリャ川（ドイツ名プレーゲル川）が流れ、その河口に中心都市カリーニングラード（ケーニヒスベルク）がある。
プロイセン地方は、1772年のポーランド分割以降全域がプロイセン王国（後のドイツ国）の領域に入っていた。だが、第一次大戦後のヴェルサイユ条約によってダンツィヒ以外の西プロイセンはドイツ国からポーランドへ割譲され、東プロイセンは自由都市ダンツィヒとポーランド回廊によってドイツの飛び地になった。第二次世界大戦勃発（ポーランド侵攻）後、戦時中は再び全域がドイツ国（ナチス・ドイツ）の管理下に置かれたが、大戦後は西プロイセン全域がポーランド領に、東プロイセンはソビエト連邦（ロシア、リトアニア）とポーランドに分割され、それ以降プロイセンという地域名は現地で使われていない。
第二次世界大戦以前のプロイセンの住民は、東方植民によって移住してきたドイツ人が多数を占めていた。だが、終戦前後にソ連が行ったドイツ人追放または国外避難でほとんどのドイツ人はドイツへ移住し、現在のプロイセンの住民のほとんどはポーランド人、ロシア人またはリトアニア人となっている。
プロイセンという名前は、プルーセン人またはプルッツェン人として知られるヴィスワ河口付近に居住した先住民に由来する。民族大移動以降はソルヴ人やカシューブ人のようなスラヴ系諸民族も移住してきた。またもう一つの説では、ロシアあるいはルーシの近くを「プロシア」と呼んだことから来ているとも言われている。

## 歴史

### 古プロイセン人、キリスト教伝来
西暦98年、タキトゥスの「ゲルマニア」記述によると、スエビ族、ゴート族とその他のゲルマン民族がヴィスワ川両岸から北東は アエスティまで居住していた。約800 - 900年後、アエスティは古プルーセン (Old Prussians) と名づけられ、997年以降ポラン族の新公国からの侵略には幾度も抵抗に成功した。

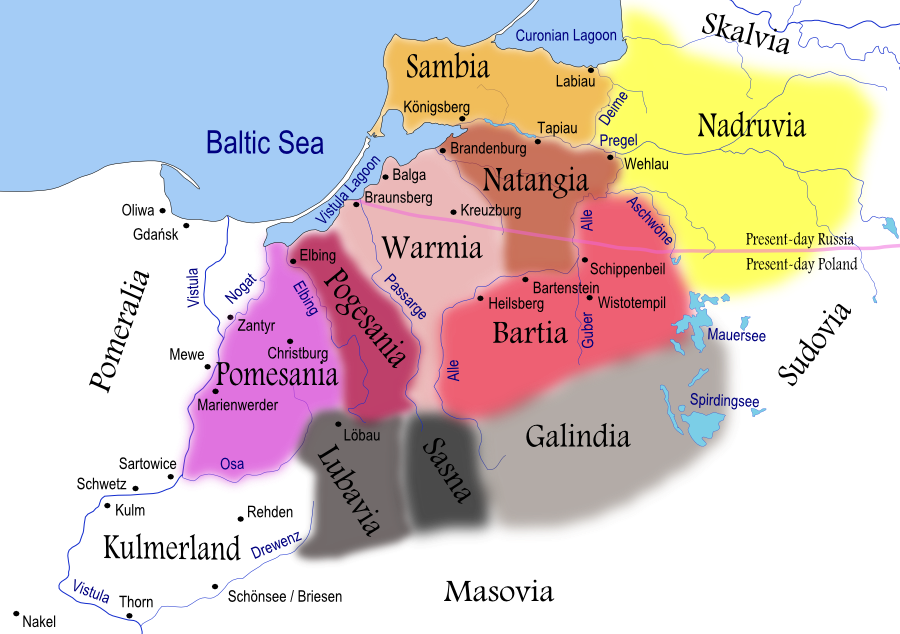
古プルーセン族の地図（13世紀）、市・城はドイツ騎士団が建設

10世紀に西スラブ民族のキリスト教化が進むと、977年にポーランドのボレスワフ1世はアーダルベルト司教を軍事とキリスト教化の布教目的でプロイセンに送り込むが、プルーセンの異教司祭により殺された。プルーセン人は、1015年、1147年、1161 - 1166年、そして13世紀中幾度ものポーランドによる侵略を撃退した。
ポーランドのコンラト1世は北方十字軍を徴集し、何年もプロイセン侵略を試みたが敗北に終わった。教皇は十字軍をさらに準備した。終にコンラト1世は、クルムラント（現ヘウムノ）領有権と引き換えにドイツ騎士団を招聘し、プロイセンはプロイセン十字軍の期間にドイツ騎士団により征服され、プルーセン人と近隣のクロニア人、リーヴ人達の領土はドイツ騎士団国家の管理下となった。

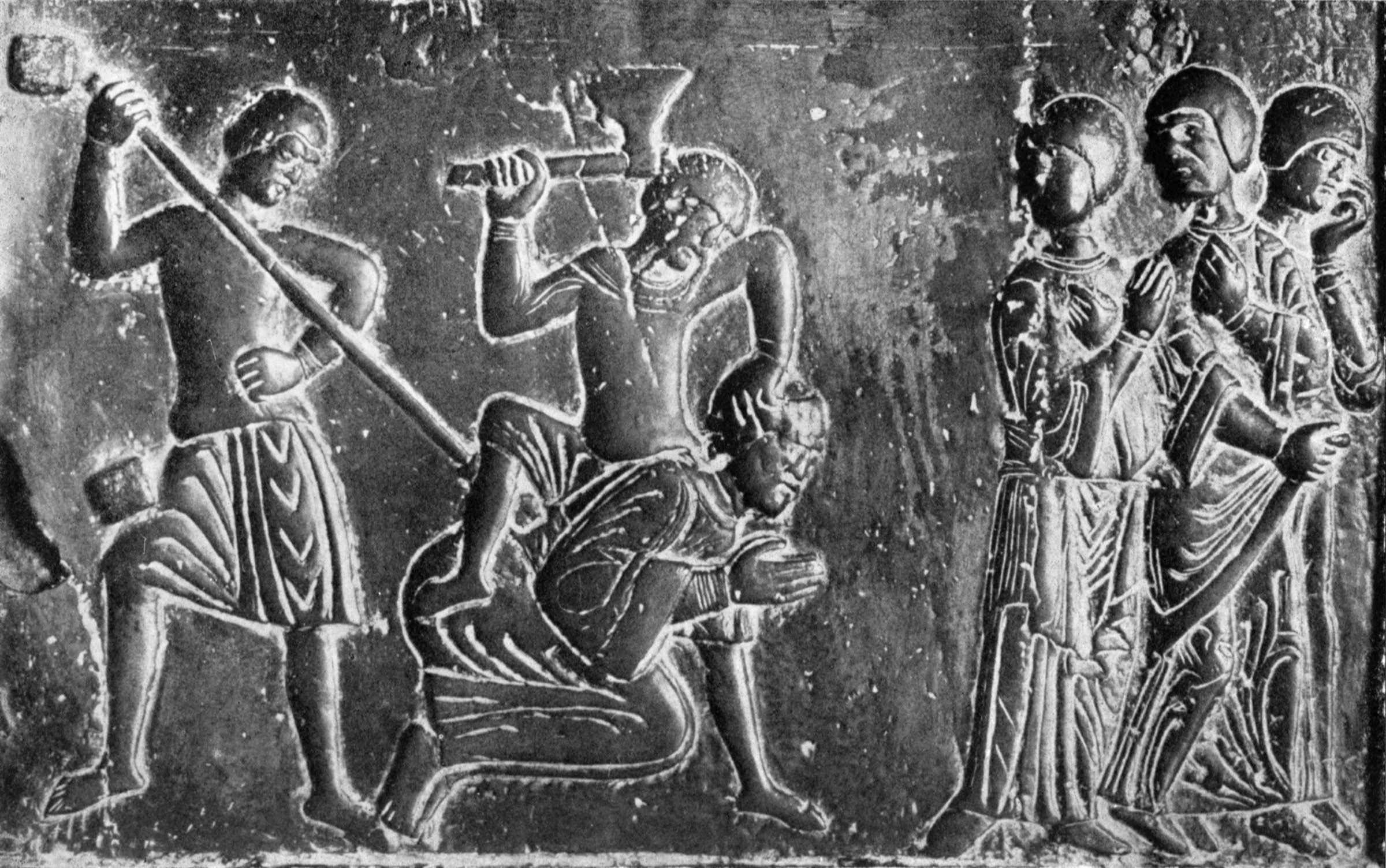
中世、プルーセン人がアーダルベルト司教を殺す絵（1175年）

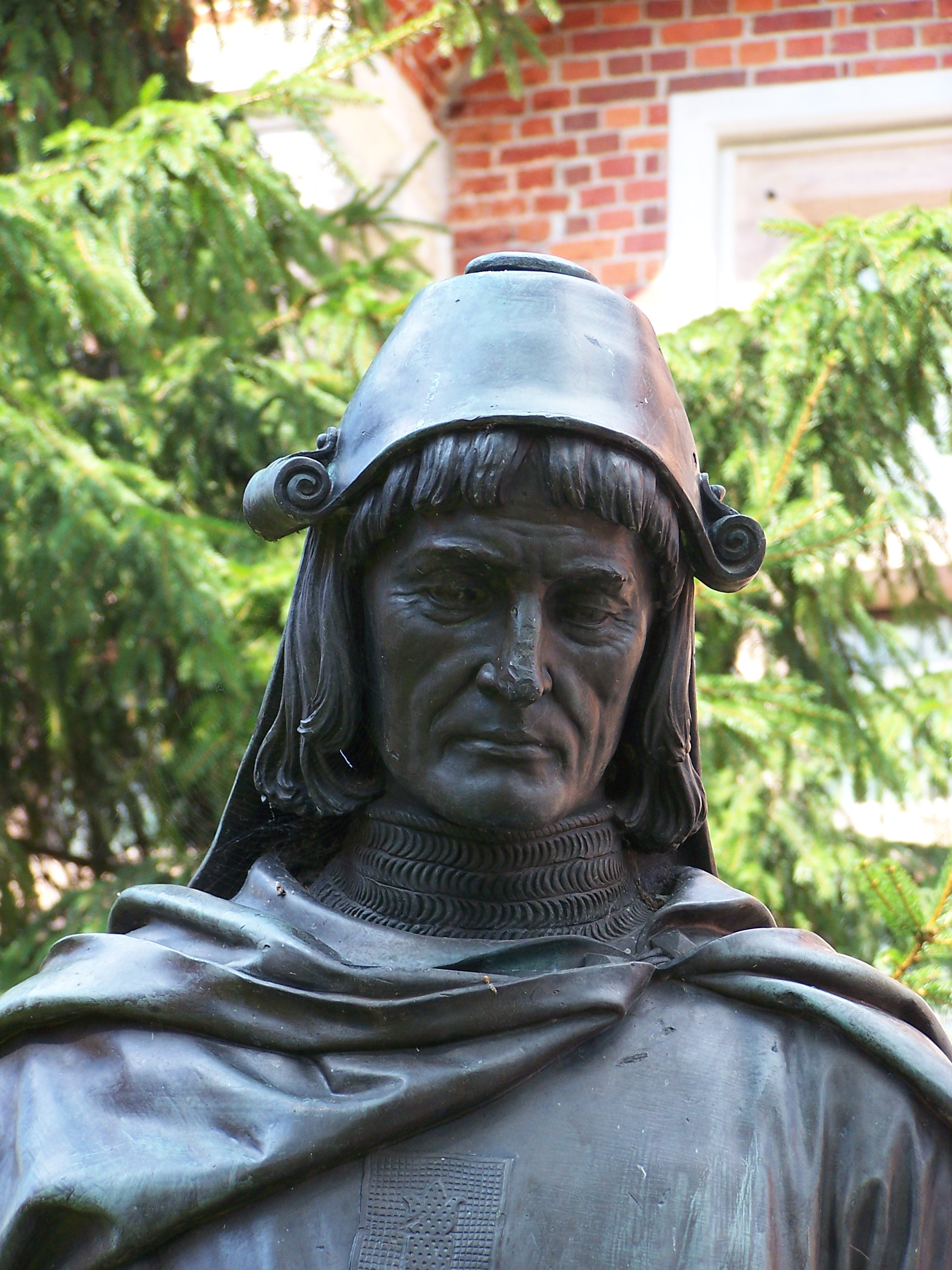
ドイツ騎士団総長ヘルマン・フォン・ザルツァの像
（マルボルク城）

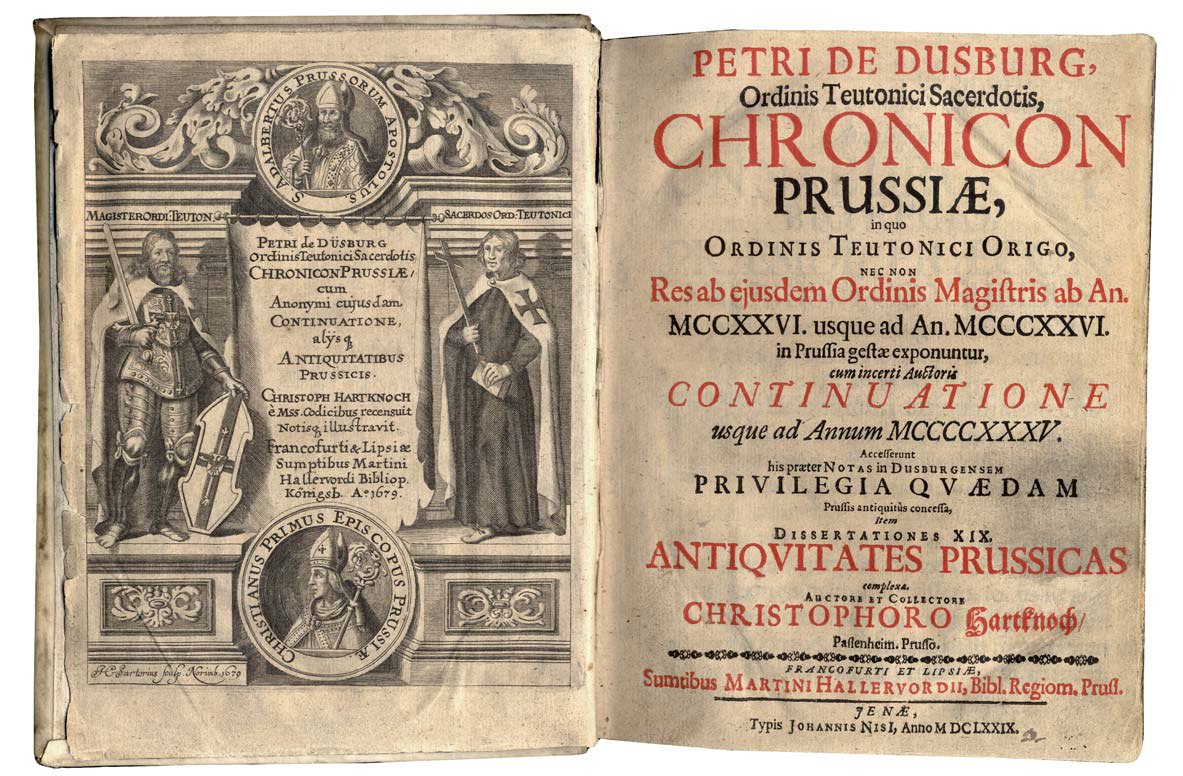
ドイツ騎士団の年代記 (Peter of Dusburg)

### ドイツ騎士団
1228年、神聖ローマ皇帝・フリードリヒ2世の発したリミニの金印勅書（現在では偽造だとされる）により騎士団のプロイセン領有が認められ、この金印勅書を根拠として1230年に結ばれたクルシュヴィッツ条約でドイツ騎士団はプロイセンの領有権を確立、ケーニヒスベルク（現ロシア、後にプロイセン公国、プロイセン王国の首都とし発展）やトルン（トルニ）、マリエンベルク（マルボルク）、アレンシュタイン（オルシュティン）などに城を築き拠点とし発展していった。残忍な征服者に対し先住民は頑強に抵抗し1260年から1274年にかけての古プロイセンの大蜂起となった。だがローマ教皇のドイツ騎士団は軍事的にも優勢で14世紀前半までにプロイセンの大半はキリスト教化された。文字を持たなかったプルーセン人は文字での記録を残さず、生き残った人々も次第にドイツや周辺地域からの移民に同化されたため、今ではこれら先住民のことはドイツ騎士団が作成した原住民語の記録がいくつか残っているほかは史料が少なく、ほとんど分からない。
教皇の秩序の基、ドイツ騎士団領プロイセンは20の大管区に分割、中央集権的システムにより各地の修道院を拠点に管区長が選挙で選ばれた総長の指示に従い統治した。騎士団員は修道士の戒律で私有財産の所有も妻帯も許可されないが、ドイツからは領土を持たない貴族の子弟が入会し人材は豊富で、移民の受け入れも盛んであった。14世紀、騎士団領は繁栄の頂点にあった。

### ポーランド、リトアニア

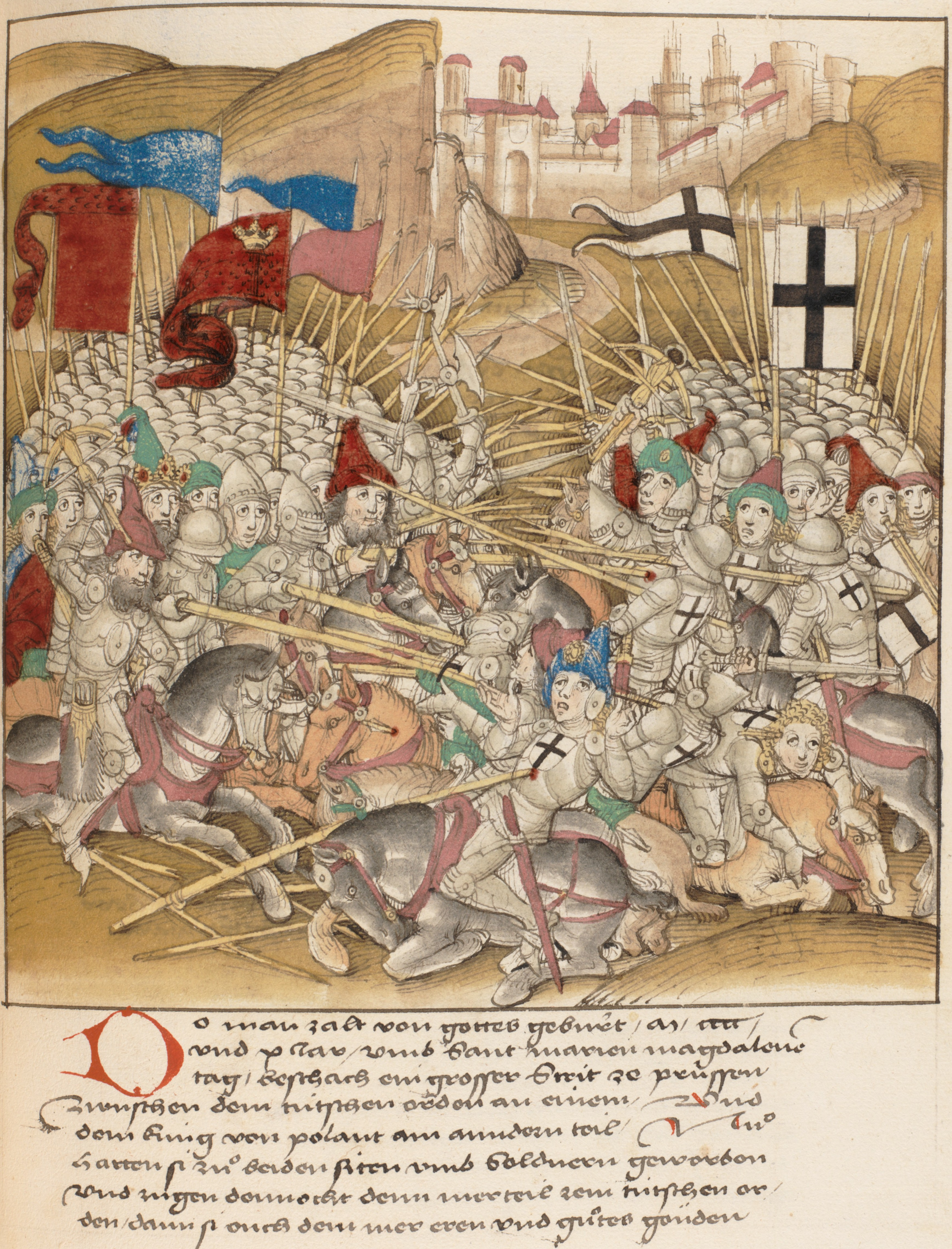
タンネンベルクの戦い（1410年）

1326年から1332年にかけてのポーランド・ドイツ騎士団の戦争の後、ポーランドはリトアニアに支援を求めたことにより、1409年から1411年にかけてポーランド・リトアニア・ドイツ騎士団の戦争が勃発した。1410年、ポーランド・リトアニア連合王国はグルンヴァルトの戦い（タンネンベルクの戦い）でドイツ騎士団を討った。1411年、第一次トルニの和約で騎士団は領土の一部を失い、ポーランド・リトアニア連合王国は14,000人を捕虜にした、ポーランド王は膨大な身代金の年4回払いと引き換えに釈放するとした。身代金はイギリス王の収入の10倍であった。多額の戦争賠償金により、騎士団国家は債務負担と増税で経済は悪化、1440年に反ドイツ騎士団のプロイセン連合が結成されポーランド王に支援を求めたことにより、1454年、十三年戦争でプロイセン同盟側は勝利した。
1466年の第二次トルニの和約により西プロイセンの全域と東プロイセンの一部はポーランド王領プロイセンとなり、ドイツ騎士団は東プロイセンを保持したがポーランド王の従属国の位置となった。これにより、プロイセンは政治的に西と東に分裂され、1772年の第一次ポーランド分割でプロイセン王国がプロイセンを政治的に再統一するまで、東西プロイセンは国境、市民権、自治権により俟たれることになった。
1467年、司祭戦争が起こり、1479年、ピョトルクフ和約でポーランド王が支配権を得た。

### 宗教改革
プロテスタント宗教改革の時代、1525年最後のドイツ騎士団総長、ホーエンツォレルン家分家の騎士団総長アルブレヒト・フォン・ブランデンブルク（アルブレヒト (プロイセン公)）は、ルター派に改宗、辞職し、プロイセン公爵のタイトルを想定していた。しかし、マルティン・ルターにより約束は破棄され、プロイセン公国は初めてのプロテスタント国家となりポーランド従属であった。公爵の首都ケーニヒスベルク（現カリーニングラード）には、1544年アルブレヒトによって設立されたケーニヒスベルク大学があり、プロテスタントの教えの中心地となった。

### 15世紀 - 18世紀

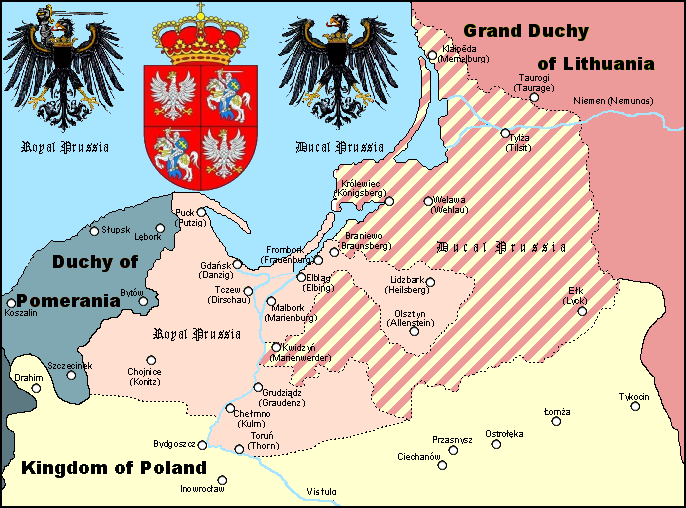
プロシア公領（右側、縞ピンク）と王領プロイセン（左側、薄ピンク）

1618年、プロイセン公アルブレヒト・フリードリヒの死去でホーエンツォレルン家は断絶した。プロイセンはヨアヒム・フリードリヒの子でブランデンブルクの選帝侯であるヨーハン・ジギスムントがプロイセン公を兼ねる同君連合ブランデンブルク＝プロイセン（1618年 - 1701年）となった。
スウェーデン・ポーランド戦争やロシアとの数々の戦争でポーランド・リトアニア共和国は衰退。1660年、フリードリヒ・ヴィルヘルム大選帝侯とポーランド王ヤン2世カジミェシュ・ヴァーサは、オリヴァ協定で、プロイセン公領はプロイセン公国（1525年 - 1701年）となった。
1701年、フリードリヒ3世は神聖ローマ皇帝から、スペイン継承戦争に参戦することを条件に「プロイセンの王」となりプロイセン公国も王国となった。スペイン継承戦争に備えて皇帝レオポルト1世が一兵でも多くの軍勢を集めねばならず、フリードリヒ1世は8,000の兵を援軍として送ることを約束した。これによりブランデンブルク選帝侯は、帝国の領内ではないプロイセンにおいて王 (König in Preußen) の称号を許可された。大北方戦争後期、スウェーデンからポンメルンを獲得した。
その後、ブランデンブルク＝プロイセンはホーエンツォレルン家の支配の下で軍事大国への道を歩んでいく。移民を受け入れる伝統は新たな王国に受け継がれ、プロイセン地方にはフランス王国やザクセン公国などから追放された有能なユグノーたちが移住してきて産業を振興させた。1772年にはフリードリヒ大王による第一次ポーランド分割の結果、西プロイセンもブランデンブルク＝プロイセン領となった。

### 19世紀 - 20世紀

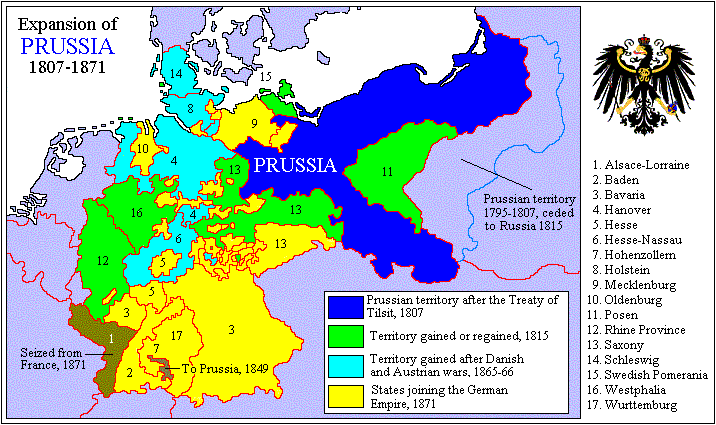
1807年から1871年にかけてのプロイセンの拡大

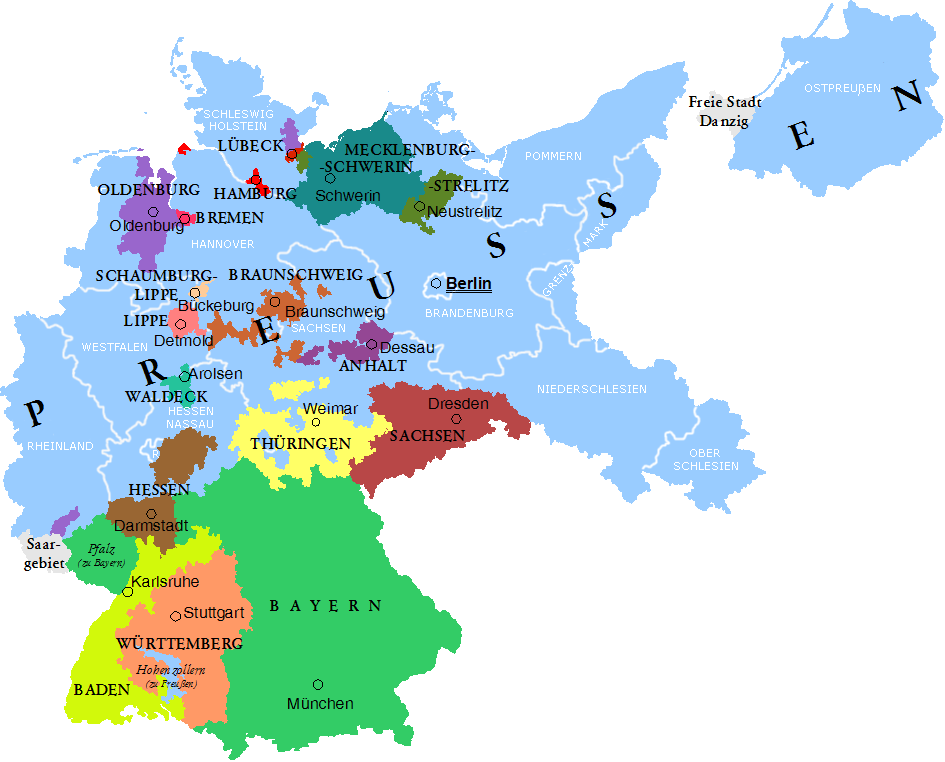
ヴァイマル共和国時代のプロイセン自由州

プロイセン王国は19世紀後半さらに勢力を増し、1867年には北ドイツ連邦の盟主となる。さらに1871年プロイセン国王ヴィルヘルム1世はドイツ皇帝となったが、皇帝自身はそれがドイツ帝国によるプロイセン王国の併合だと感じ、嫌悪感を隠さなかった。事実プロイセン王国意識は急速に薄れていき、皇帝ヴィルヘルム2世がプロイセン王を名乗ることはもはやほとんどなかった。プロイセン地方もまた大帝国の中では影が薄くなってしまった。
1914年の第一次世界大戦で、東プロイセン南部にロシア軍が侵攻、ドイツ軍はタンネンベルクの戦いで勝利を収め、ロシア軍を撃退した。
1919年、ヴェルサイユ条約よりプロイセン王国はヴァイマル共和国の一邦・プロイセン自由州となり、西プロイセンはポーランド回廊となる。これにより東プロイセンはドイツ本土の飛び地となった。この地域に対するドイツの領土要求が第二次世界大戦勃発の原因となる。
1933年、フランツ・フォン・パーペンのクーデターによりプロイセン州内閣が解散させられ、ナチ党政権下で大管区（ガウ）に分割された。第二次世界大戦中、プロイセン地方はドイツ軍の劣勢になるにつれ東部戦線の戦場となり、プロイセンの人々は敗戦直前の混乱の中赤軍を恐れて多くは難民となり西方に押し寄せ、（ドイツ人追放）跡地にはポーランド人やロシア人などが移住した。戦争中、ナチス・ドイツによって追放されたポーランド人の多くもプロイセンに帰還した。ドイツ人ではないスラヴ系民族は追放を免れたが、激しい人口の入れ替わりのためプロイセン地方固有の文化はほとんど失われ、終戦後の1947年2月25日、連合国管理理事会法令46号によりプロイセン自由州の解体が宣言された。

### 戦後

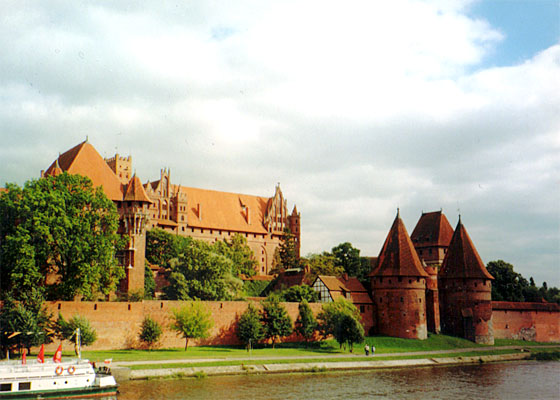
マルボルク城。かつてドイツ騎士団が築いた城は、ポーランドの世界遺産となっている。

1945年のポツダム会談により、プロイセンは東プロイセン（現リトアニアに接する北部と現カリーニングラード州）はソ連に、東プロイセン南部（ヴァルミア）と西プロイセンとポンメルン東部（現ポモージェ）はポーランドに分割された。
終戦直前までプロイセンに居住していたバルト・ドイツ人の多くは自発的に避難するか、ドイツ人追放により国外移住となった。ドイツ西部に移住や新天地に溶け込み、その方言や習慣などは故郷を覚えている高齢者のなかで細々と保たれている。
戦後の混乱の中で追放されなかった少数の人々もまた共産主義のソ連とポーランドによる支配下では、強制的なソ連化によりドイツ人としてのアイデンティティを放棄し、領地や資産は全て没収された。ドイツに移住した人々の一部は故郷追放者連盟を組織している。現在もポーランド政府は、没収した個人の資産や土地の返却及び賠償において拒否を続け、両国間の問題となっている。

## 歴代プロイセン公
- アルブレヒト（在位：1525年 - 1568年）
- アルブレヒト・フリードリヒ（在位：1568年 - 1618年）
- ヨーハン・ジギスムント（在位：1618年 - 1619年） 兼ブランデンブルク選帝侯（在位：1608年 - ）
- ゲオルク・ヴィルヘルム（在位：1619年 - 1640年） 兼ブランデンブルク選帝侯
- フリードリヒ・ヴィルヘルム（在位：1640年 - 1688年） 兼ブランデンブルク選帝侯
- フリードリヒ1世（在位：1688年 - 1701年） 兼ブランデンブルク選帝侯（在位： - 1713年）

1701年、フリードリヒ1世は「プロイセンの王」(König in Preußen) の称号を獲得した。
以後はプロイセン王国を参照。